# نظام الإنذار بالاحتجاز

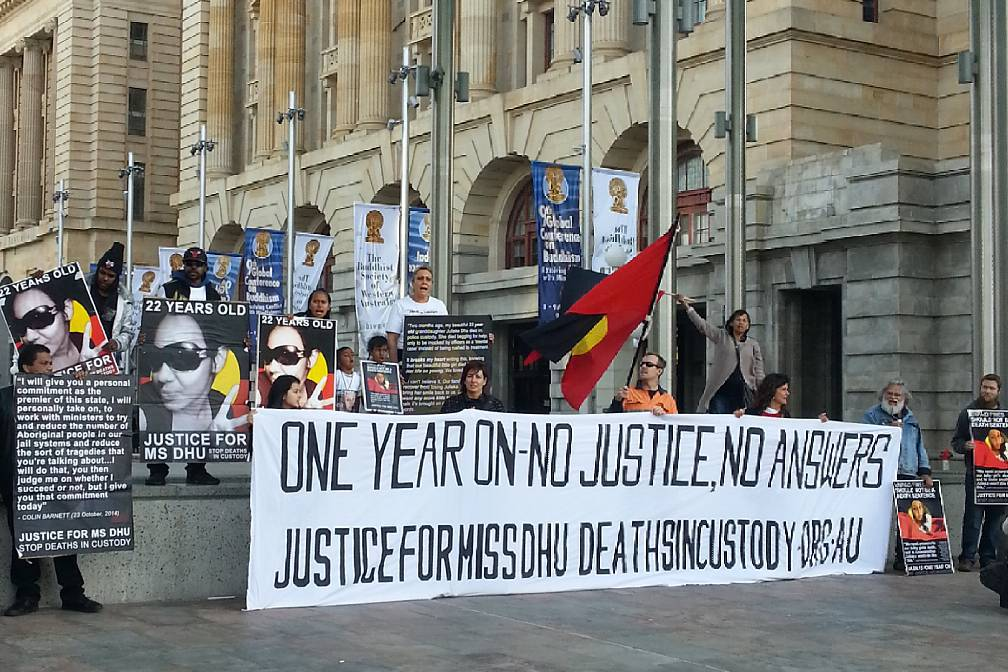
مظاهرة لإحياء ذكرى وفاة جوليكا ده في مقر حجزها بالشرطة

خدمة نظام الإنذار بالاحتجاز أو كما يُشار لها باسم مُخطط إخطار الحجز هو عبارة عن خط هاتفي ساخن لتقديم المشورة القانونية والدعم على مدار 24 ساعة لأي شخص أسترالي من السكان الأصليين يتم احتجازه، ويربطهم بمحامين من الخدمة القانونية للسكان الأصليين العاملة في ولايتهم أو إقليمهم. وتهدف هذه الخدمة إلى الحد من ارتفاع عدد وفيات السكان الأصليين في الحجز من خلال التصدي لآثار العنصرية المؤسسية. يُعد هذا التشريع، الذي يُلزم الشرطة بإبلاغ الخدمة القانونية في أي وقت يُحتجز فيه شخص من السكان الأصليين أو من سكان جزر مضيق توريس على أنه ضروريًا لضمان الامتثال والتسجيل الواضح للأحداث. وحينما نُفذت خدمات إخطار الحجز، لُوحظ انخفاضًا في عدد وفيات السكان الأصليين في الحجز.